# Куп'янський повіт
Куп'янський повіт — адміністративно-територіальна одиниця Воронізької губернії (1779—1797), Слобідсько-Української губернії (1797—1835) та Харківської губернії (1835—1917) Російської імперії. До 1923 року адміністративно-територіальна одиниця Харківської губернії УРСР. Адміністративним центром було місто Куп'янськ.

## Історія
У 1797 році була поновлена Слобідсько-Українська губернія, до її складу були передані з Воронізької губернії Старобільський, Богучарський, Куп'янський та Острогозький повіти.
У 1835 році Слобідсько-Українську губернію перейменовано на Харківську, повітовий поділ зостався колишній.
У 1923 році проводиться адміністративна реформа у СРСР. Поділ «волость-повіт-губернія» змінюють на «район-округа-губернія». За рішенням XII сесії ВУЦВК 7-го скликання повіти ліквідовуються. Замість них шляхом укрупнення створюються округи, а шляхом укрупнення волостей — райони. Куп'янськ одночасно центр Куп'янської округи і центр Куп'янського району.

## Керівники повіту

### Повітові маршалки шляхти
| Прізвище, ім'я, по батькові          | Титул, чин                | Роки знаходження на посаді |
| ------------------------------------ | ------------------------- | -------------------------- |
| Кашинцев Іван Іванович               | колезький асесор          | 1795—1798                  |
| Кашинцев Іван Іванович               | колезький асесор          | 1798—1801                  |
| Розаліон-Сошальський Дмитро Юрійович | ротмістр                  | 1801—1804                  |
| Тихоцький Іван Якович                | ротмістр                  | 1804—1807                  |
| Розаліон-Сошальський Дмитро Юрійович | ротмістр                  | 1807—1810                  |
| Розаліон-Сошальський Дмитро Юрійович | ротмістр                  | 1810—1813                  |
| Мечников Єгор Ілліч                  | обер-гиттель-фельдвальтер | 1813—1816                  |
| Мечников Єгор Ілліч                  | обер-гиттель-фельдвальтер | 1816—1819                  |
| Мечников Єгор Ілліч                  | надвірний радник          | 1819—1822                  |
| Мечников Єгор Ілліч                  | надвірний радник          | 1822—1825                  |
| Іон Олександр Адамович               | штабс-капітан             | 1825—1828                  |
| Яблонський Микола Аполлонович        | губернський секретар      | 1828—1831                  |
| Пузанов Петро Олексійович            | артилерії капітан         | 1831—1834                  |
| Яблонський Микола Аполлонович        | губернський секретар      | 1834—1837                  |
| Яблонський Микола Аполлонович        | губернський секретар      | 1837—1840                  |
| Розаліон-Сошальський Єгор Дмитрович  | підполковник              | 1840—1843                  |
| Розаліон-Сошальський Єгор Дмитрович  | підполковник              | 1843—1846                  |
| Ковалевський Володимир Петрович      | статський радник          | 1846—1849                  |
| Клепацький Осип Фадійович            | штабс-капітан             | 1849—1852                  |
| Клепацький Осип Фадійович            | штабс-капітан             | 1852—1855                  |
| Розаліон-Сошальський Єгор Дмитрович  | підполковник              | 1855—1857                  |
| Клепацький Осип Фадійович            | штабс-капітан             | 5.03.1857—1858             |
| Курчанинов Микола Федорович          | штабс-ротмістр            | 1858—1861                  |
| Розаліон-Сошальський Єгор Єгорович   | колезький асесор          | 1861—1864                  |
| Мечников Ілля Іванович               | генерал-майор             | 1864—1867                  |
| Телятников Іван Олексійович          | підполковник              | 1867—1870                  |
| Воронець Дмитро Васильович           | підполковник              | 1870—1873                  |
| Телятников Іван Олексійович          | підполковник              | 1873—1876                  |
| Телятников Іван Олексійович          | підполковник              | 1876—1879                  |
| Телятников Іван Олексійович          | підполковник              | 1879—1882                  |
| Буцький Микола Петрович              | полковник                 | 1882—1885                  |
| Курченинов Сергій Миколайович        | титулярний радник         | пр. 1891                   |
| Абаза Григорій Веніамінович          | статський радник          | пр. 1914                   |
| Попов Сергій Семенович               |                           | пр. 1917                   |